# Kalînivka, Odesa
Kalînivka (în ucraineană Калинівка) este localitatea de reședință a comuna Vîzîrka din raionul Odesa, regiunea Odesa, Ucraina. Anterior a purtat denumirea Popovca.

## Demografie
Componența lingvistică a localității Kalînivka
     Ucraineană (94,12%)
     Rusă (4,46%)
     Română (1,22%)
     Alte limbi (0,2%)
Conform recensământului din 2001, majoritatea populației localității Pavlovca era vorbitoare de ucraineană (94,12%), existând în minoritate și vorbitori de rusă (4,46%), română (1,22%) și altele (0,20%).